# Byron Moreno
Byron Moreno, né le 23 novembre 1969 à Quito, est un ancien arbitre de football équatorien.
Moreno officie dans le championnat d'Équateur, puis dirige des matches de Copa América. Il arbitre lors de la coupe du monde des moins de 17 ans de 1999 et de la Coupe du monde de 2002. Il est surnommé El Justiciero et son arbitrage suscite à plusieurs reprises des controverses. En 2002, après un match de championnat émaillé d'incidents, il est suspendu durant 20 matches par la fédération équatorienne. L'année suivante, il présente sa démission et devient consultant sportif. Arrêté à New York en septembre 2010, l'ancien arbitre est condamné en septembre 2011 à deux ans et demi de prison pour trafic de stupéfiants. Il est libéré pour bonne conduite en décembre 2012.

## Biographie

### Début de carrière
Byron Moreno étudie le droit à l'université centrale de l'Équateur. Il commence sa carrière d'arbitre dans le championnat d'Équateur de football. Réputé pour la sévérité de son arbitrage, il est surnommé El Justiciero. Les nombreux cartons qu'il distribue lui valent des comparaisons avec l'argentin Javier Castrilli, lui-même surnommé El Sheriff. Moreno estime que son interprétation des lois du jeu le rapproche plutôt d'Horacio Elizondo. Au cours des années 1990, il est choisi pour diriger des matches de Copa América. En 1999, il arbitre lors de la Coupe du monde des moins de 17 ans. Il participe ensuite aux éliminatoires pour la Coupe du monde dans la zone Amérique du Sud et devient en 2002 le second arbitre équatorien de l'histoire à officier durant une Coupe du monde de football.

### Coupe du monde 2002
Au cours de la Coupe du monde 2002, Moreno dirige notamment le huitième de finale opposant l'Italie à l'un des deux pays organisateurs, la Corée du Sud. Plusieurs décisions arbitrales, survenues au cours des prolongations, suscitent la controverse. Lorsque l'attaquant italien Francesco Totti, qui entre balle au pied dans la surface, est taclé par le défenseur coréen Song Chong-gug et chute, l'arbitre ne siffle pas penalty. Il estime qu'il s'agit d'une simulation et donne à l'italien un second carton jaune, synonyme d'expulsion. En réalité, Song Chong-gug ne déséquilibra  pas Totti intentionnellement, il toucha le ballon, une demi-seconde avant de toucher le capitaine de l’A.S Roma. Plus tard, Damiano Tommasi se présente seul devant le gardien coréen, mais est signalé hors-jeu,. Les décisions de l'arbitre sont critiquées par le sélectionneur italien Giovanni Trapattoni, qui y voit la preuve d'une conspiration afin d'assurer la qualification de l'équipe de Corée du Sud, par les médias italiens qui y consacrent leurs gros titres, ainsi que par des membres de la classe politique, comme le ministre Franco Frattini,.
Au sujet de l'action ayant entraîné l'expulsion de Totti, le président de la FIFA Sepp Blatter déclare : « Totti n'a pas « plongé », mais il n'y avait pas non plus penalty. » (« Totti's sending off against Korea was neither a penalty nor a dive. »). En 2014, paraît dans l'édition italienne du magazine Vice un article consacré au match de 2002, dans lequel le journaliste Daniele Manusia estime que les réactions initiales étaient disproportionnées et qu'il y a peu à redire sur la prestation de Moreno (« Devo dire che non ho trovato molto da rimproverare alla prestazione dell'arbitro Moreno. ») en dehors de l'expulsion de Totti, qui selon lui constitue une grave erreur, mais non préméditée (« l'espulsione di Totti mi sembra un errore grossolano, ma non premeditato. »),. L'arbitre, quant à lui, estime ne pas avoir commis d'erreur durant le match.

### Rencontre entre Liga de Quito et Barcelona SC
Une rencontre du championnat d'Équateur entre Liga de Quito et le Barcelona Sporting Club de Guayaquil dirigée par Byron Moreno en 2002 est émaillée d'incidents. L'arbitre siffle deux penalties vivement contestés, valide un but avant de se dédire, et expulse deux joueurs. En fin de match, il accorde six minutes d'arrêts de jeu, mais laisse la partie se dérouler durant 13 minutes. L'équipe de Quito marque deux buts pendant le temps supplémentaire, ce qui lui permet de l'emporter sur le score de 4-3. Moreno étant candidat au poste de conseiller municipal de la ville de Quito, le président du Barcelona SC, Leonardo Bohrer, estime qu'exercer dans le même temps son activité d'arbitre est contraire à la déontologie. Candidat du Parti rénovateur institutionnel de l'action nationale (PRIAN), le parti populiste fondé en 2002 par l'industriel équatorien de la banane Álvaro Noboa, Moreno n'est pas élu au conseil municipal de Quito,. 

### Enquête de la FIFA
Moreno est suspendu pour 20 matches par la fédération équatorienne. Ces controverses poussent la Fédération internationale de football à ouvrir une enquête à son sujet. Elle est confiée à la commission de discipline de la FIFA, qui classe l'affaire en janvier 2003. Après son retour à la compétition, Byron Moreno expulse trois joueurs de Liga de Quito lors d'une rencontre de championnat face au Club Deportivo Cuenca. Mal noté par sa hiérarchie, il est suspendu pour un match. En juin 2003, l'arbitre présente sa démission à la fédération équatorienne de football,.

### Après son départ à la retraite
L'ex-arbitre est rémunéré par la Rai pour prendre part à plusieurs émissions satiriques durant lesquelles il est brocardé,. En Équateur, il devient consultant sportif pour une chaîne de télévision,.

## Démêlés judiciaires
Byron Moreno est arrêté en septembre 2010 à l'aéroport Kennedy de New York en possession de six kilos d'héroïne dissimulés sous ses vêtements,. Après avoir plaidé coupable, il est placé en détention dans l'attente de son jugement. Selon son avocat, l'ancien arbitre a accepté de faire entrer de la drogue aux États-Unis afin d'éponger ses dettes. En septembre 2011, il est condamné à deux ans et demi de prison pour trafic de stupéfiants. Emprisonné au centre de détention métropolitain de Brooklyn (MDC Brooklyn), il est libéré pour bonne conduite en décembre 2012,.